# Scott Grimes
Scott Richard Grimes (Lowell, Massachusetts, 1971. július 9. –) amerikai színész, énekes.

## Filmográfia

### Film
| Év   | Magyar cím                       | Eredeti cím                            | Szerep               | Magyar hang       |
| ---- | -------------------------------- | -------------------------------------- | -------------------- | ----------------- |
| 1986 | Rémecskék                        | Critters                               | Brad Brown           | Glósz Viktor      |
| 1987 | Pinokkió és a sötétség fejedelme | Pinocchio and the Emperor of the Night | Pinokkió (hangja)    |                   |
| 1988 | Rémecskék 2.                     | Critters 2: The Main Course            | Brad Brown           | Szokol Péter      |
| 1989 |                                  | Night Life                             | Archie Melville      |                   |
| 1995 | Az utolsó esély                  | Crimson Tide                           | Hilaire altiszt      |                   |
| 1999 | Majd, ha fagy!                   | Mystery, Alaska                        | Brian "Birdie" Burns | Barát Attila      |
| 2004 |                                  | To Kill a Mockumentary                 | Jerry                |                   |
| 2005 |                                  | American Dad: The New CIA (rövidfilm)  | Steve Smith (hangja) |                   |
| 2007 |                                  | Who's Your Monkey / Throwing Stars     | Mark                 |                   |
| 2010 | Robin Hood                       | Robin Hood                             | Will Scarlet         | Csőre Gábor       |
| 2014 | Téli mese                        | Winter's Tale                          | kocsis               | Karácsonyi Zoltán |
| 2015 |                                  | Pearly Gates                           | Richard Weiner       |                   |
| 2023 | Oppenheimer                      | Oppenheimer                            | tanácsadó            | Holl Nándor       |

## Diszkográfia

### Albumok
| Év   | Cím               |
| ---- | ----------------- |
| 1989 | Scott Grimes      |
| 2005 | Livin' on the Run |

### Kislemezek
| Év   | Cím                 | Csúcshelyezés | Csúcshelyezés | Album             |
| Év   | Cím                 | US AC         | US Adult      | Album             |
| ---- | ------------------- | ------------- | ------------- | ----------------- |
| 2005 | "Sunset Blvd"       | 18            | 75            | Livin' on the Run |
| 2005 | "Livin' on the Run" | 34            | —             | Livin' on the Run |